# Ciclismo nos Jogos Paralímpicos de Verão de 2012 - Perseguição feminina em pista
As competições de perseguição feminina em pista do Ciclismo nos Jogos Paralímpicos de Verão de 2012 foram disputadas entre os dias 30 de agosto e 2 de setembro no Velódromo de Londres, na capital britânica.

## Medalhistas

### Classe B
| Ouro   | NZL Phillipa Gray / Laura Thompson (piloto)    |
| Prata  | IRL Catherine Walsh / Francine Meehan (piloto) |
| Bronze | GBR Aileen McGlynn / Helen Scott (piloto)      |

### Classe C1-3
| Ouro   | CHN Zeng Sini      |
| Prata  | AUS Simone Kennedy |
| Bronze | USA Allison Jones  |

### Classe C4
| Ouro   | AUS Susan Powell    |
| Prata  | USA Megan Fisher    |
| Bronze | AUS Alexandra Green |

### Classe C5
| Ouro   | GBR Sarah Storey   |
| Prata  | POL Anna Harkowska |
| Bronze | AUS Fiona Southorn |

## B

### fase de qualificação
| Pos. | Atleta                                         | País              | Tempo    | Notas           |
| ---- | ---------------------------------------------- | ----------------- | -------- | --------------- |
| 1    | Phillipa Gray Piloto: Laura Thompson           | NZL Nova Zelândia | 3:31.530 | Recorde mundial |
| 2    | Catherine Walsh Piloto: Francine Meehan        | IRL Irlanda       | 3:36.453 |                 |
| 3    | Aileen McGlynn Piloto: Helen Scott             | GBR Grã-Bretanha  | 3:36.930 |                 |
| 4    | Lora Turnham Piloto: Fiona Duncan              | GBR Grã-Bretanha  | 3:37.085 |                 |
| 5    | Katie George Dunlevy Piloto: Sandra Fitzgerald | IRL Irlanda       | 3:42.445 |                 |
| 6    | Josefa Benítez Guzmán Piloto: Maria Noriega    | ESP Espanha       | 3:43.335 |                 |
| 7    | Robbi Weldon Piloto: Lyne Bessette             | CAN Canadá        | 3:45.698 |                 |
| 8    | Henrike Handrup Piloto: Ellen Heiny            | GER Alemanha      | 3:46.697 |                 |
| 9    | Felicity Johnson Piloto: Stephanie Morton      | AUS Austrália     | 3:51.103 |                 |
| 10   | Iryna Fiadotova Piloto: Alena Drazdova         | BLR Bielorrússia  | 4:01.417 |                 |
| 11   | Adamantia Chalkiadaki Piloto: Argyro Milaki    | GRE Grécia        | 4:01.449 |                 |

|  | Classificadas à final               |
|  | Classificadas à disputa pelo bronze |

### Disputa pelo bronze
| Pos.              | Atleta                             | País             | Tempo    | Notas |
| ----------------- | ---------------------------------- | ---------------- | -------- | ----- |
| Medalha de bronze | Aileen McGlynn Piloto: Helen Scott | GBR Grã-Bretanha | 3:40.138 |       |
| 4                 | Lora Turnham Piloto: Fiona Duncan  | GBR Grã-Bretanha | 3:41.147 |       |

### Final
| Pos.             | Atleta                                  | País              | Tempo    | Notas |
| ---------------- | --------------------------------------- | ----------------- | -------- | ----- |
| Medalha de ouro  | Phillipa Gray Piloto: Laura Thompson    | NZL Nova Zelândia | 3:32.243 |       |
| Medalha de prata | Catherine Walsh Piloto: Francine Meehan | IRL Irlanda       | 3:36.360 |       |

## C1-3

### Fase de qualificação
| Pos. | Atleta                     | Classe | Tempo    | Notas           |
| ---- | -------------------------- | ------ | -------- | --------------- |
| 1    | CHN Zeng Sini              | C2     | 4:19.841 | Recorde mundial |
| 2    | AUS Simone Kennedy         | C3     | 4:23.450 |                 |
| 3    | GER Denise Schindler       | C3     | 4:24.589 |                 |
| 4    | USA Allison Jones          | C2     | 4:28.504 |                 |
| 5    | NED Alyda Norbrius         | C2     | 4:30.507 |                 |
| 6    | CHN He Yin                 | C2     | 4:34.515 |                 |
| 7    | ESP Raquel Acinas Poncelas | C2     | 4:38.537 |                 |
| 8    | AUS Jayme Paris            | C1     | 4:40.123 |                 |
| 9    | CZE Tereza Diepoldová      | C2     | 4:47.356 |                 |
| 10   | AUT Anita Ruetz            | C2     | 5:05.697 |                 |

|  | Classificadas à final               |
|  | Classificadas à disputa pelo bronze |

### Disputa pelo bronze
| Pos.              | Atleta               | Classe | Tempo    | Notas |
| ----------------- | -------------------- | ------ | -------- | ----- |
| Medalha de bronze | USA Allison Jones    | C2     | 4:27.793 |       |
| 4                 | GER Denise Schindler | C3     | 4:31.117 |       |

### Final
| Pos.             | Atleta             | Classe | Tempo    | Notas |
| ---------------- | ------------------ | ------ | -------- | ----- |
| Medalha de ouro  | CHN Zeng Sini      | C2     | 4:20.820 |       |
| Medalha de prata | AUS Simone Kennedy | C3     | 4:24.893 |       |

## C4

### Fase de qualificação
| Pos. | Atleta                  | Tempo    | Notas           |
| ---- | ----------------------- | -------- | --------------- |
| 1    | AUS Susan Powell        | 4:03.306 | Recorde mundial |
| 2    | USA Megan Fisher        | 4:06.599 |                 |
| 3    | AUS Alexandra Green     | 4:07.152 |                 |
| 4    | CAN Marie-Claude Molnar | 4:11.678 |                 |
| 5    | CHN Ruan Jianping       | 4:13.766 |                 |
| 6    | RSA Roxanne Burns       | 4:40.874 |                 |

|  | Classificadas à final               |
|  | Classificadas à disputa pelo bronze |

### Disputa pelo bronze
| Pos.              | Atleta                  | Tempo    | Notas |
| ----------------- | ----------------------- | -------- | ----- |
| Medalha de bronze | AUS Alexandra Green     | 4:07.921 |       |
| 4                 | CAN Marie-Claude Molnar | 4:12.398 |       |

### Final
| Pos.             | Atleta           | Tempo    | Notas |
| ---------------- | ---------------- | -------- | ----- |
| Medalha de ouro  | AUS Susan Powell | 4:05.200 |       |
| Medalha de prata | USA Megan Fisher | 4:07.147 |       |

## C5
| Pos. | Atleta                   | Tempo    | Notas           |
| ---- | ------------------------ | -------- | --------------- |
| 1    | GBR Sarah Storey         | 3:32.170 | Recorde mundial |
| 2    | POL Anna Harkowska       | 3:48.885 |                 |
| 3    | NZL Fiona Southorn       | 3:52.695 |                 |
| 4    | GBR Crystal Lane         | 3:59.220 |                 |
| 5    | USA Jennifer Schuble     | 4:00.702 |                 |
| 6    | USA Kelly Crowley        | 4:02.825 |                 |
| 7    | USA Greta Neimanas       | 4:03.200 |                 |
| 8    | GER Kerstin Brachtendorf | 4:12.245 |                 |
| 9    | SUI Sara Tretola         | 4:14.950 |                 |
| 10   | SUI Annina Schillig      | 4:21.481 |                 |

|  | Classificadas à final               |
|  | Classificadas à disputa pelo bronze |

### Disputa pelo bronze
| Pos.              | Atleta             | Tempo    | Notas |
| ----------------- | ------------------ | -------- | ----- |
| Medalha de bronze | NZL Fiona Southorn | 3:55.867 |       |
| 4                 | GBR Crystal Lane   | 4:02.773 |       |

### Final
| Pos.             | Atleta             | Tempo        | Notas |
| ---------------- | ------------------ | ------------ | ----- |
| Medalha de ouro  | GBR Sarah Storey   | -            |       |
| Medalha de prata | POL Anna Harkowska | Ultrapassada |       |

Legenda
| Recorde mundial      | Recorde mundial (World record)               |                       | Recorde africano                      | Recorde africano (African) |                                           | Q | Classificado por posição (Qualified) |
| Recorde paralímpico  | Recorde paralímpico (Paralympic record)      | Recorde da América    | Recorde da América (Americas)         | q                          | Classificado por melhor tempo (Qualified) |   |                                      |
| Melhor marca do ano  | Melhor marca do ano (World leading)          | Recorde asiático      | Recorde asiático (Asian)              | DNS                        | Não largou (Did not start)                |   |                                      |
| Recorde nacional     | Recorde nacional (National record)           | Recorde europeu       | Recorde europeu (European)            | DNF                        | Não terminou (Did not finish)             |   |                                      |
| Recorde pessoal      | Recorde pessoal do atleta (Personal best)    | Recorde da Oceania    | Recorde da Oceania (Oceania)          | DSQ / DQ                   | Desclassificado (Disqualified)            |   |                                      |
| Recorde da temporada | Recorde da temporada do atleta (Season best) | Recorde sul-americano | Recorde sul-americano (South America) | NM                         | Sem marca (No mark)                       |   |                                      |